# Rotaria mento
Rotaria mento är en hjuldjursart som först beskrevs av Anderson 1889.  Rotaria mento ingår i släktet Rotaria och familjen Philodinidae. Inga underarter finns listade i Catalogue of Life.